# Térence Atmane
Térence Atmane (Boulogne-sur-Mer, 9 de enero de 2002) es un tenista profesional francés.

## Trayectoria
Atmane hizo su debut en el ATP Tour durante el Torneo de Zhuhai 2023, perdiendo ante el octavo cabeza de serie y eventual finalista Yoshihito Nishioka en la primera ronda a pesar de liderar 6-0 en el primer set.En octubre, hizo su debut en un Masters 1000 luego de clasificar al cuadro principal de Shanghái.

## Títulos ATP Challenger (4; 4+0)

### Individuales (4)
| N.° | Fecha                    | Torneo                     | Superficie    | Oponente en la final | Resultado        |
| --- | ------------------------ | -------------------------- | ------------- | -------------------- | ---------------- |
| 1.  | 3 de septiembre de 2023  | Challenger de Zhangjiagang | Dura          | Mikalai Haliak       | 6-1, 6-2         |
| 2.  | 16 de septiembre de 2023 | Challenger de Guangzhou    | Dura          | Marc Polmans         | 4-6, 7-6(7), 6-4 |
| 3.  | 20 de abril de 2025      | Challenger de Busan        | Dura          | Adam Walton          | 6-3, 6-4         |
| 4.  | 4 de mayo de 2025        | Challenger de Ostrava      | Tierra batida | Hady Habib           | 6-3, 6-2         |